# Саша Станишич
Саша Станишич (на немски: Saša Stanišić) е босненско-немски писател, автор на романи, разкази, радиопиеси и есета.

## Биография
Саша Станишич е роден през 1978 г. във Вишеград, малко градче в източна Босна. Майка му е бошнячка, а баща му – сърбин.
През 1992 г., след окупацията на Вишеград от бошняшко-сръбски войски по време на Войната в Босна и Херцеговина, семейството бяга при роднини в Хайделберг.
Станишич учи в „Международното общо училище“ в Хайделберг, където неговият учител по немски забелязва и поощрява литературния му талант. Завършва гимназия и през 1997 г. полага матура. После следва в Хайделбергския университет немски като чужд език и славистика. По време на следването създава първите си литературни текстове.
През зимния семестър на 2004/2005 г. посещава Немския литературен институт в Лайпциг.
През 2006 г. Станишич публикува дебютния си роман „Как войникът поправя грамофон“ („Wie der Soldat das Grammofon repariert“). Романът е високо оценен от критиката и е преведен на 30 езика.
Станишич получава редица литературни награди. От 2015 г. е чен на Свободната академия на изкуствата в Хамбург. Освен това е член на немския ПЕН клуб.

### Романи, разкази
- Wie der Soldat das Grammofon repariert, Roman (2006) ISBN 3-630-87242-5
- Vor dem Fest, Roman (2014) ISBN 978-3-630-87243-8
Преди празника, изд.: „Фън тези“, София (2016), прев. Гергана Фъркова
- Fallensteller (2016) ISBN 978-3-630-87471-5
- Herkunft (2019), ISBN 978-3-630-87473-9
Произход, изд.: ИК „Колибри“, София (2021), прев. Мария Енчева

### Радиопиеси
- 2005: Träum! Traum, Traumata
- 2006: Wie der Soldat das Grammofon repariert
- 2015: Vor dem Fest,
- 2017: Georg Horvath ist verstimmt

## Награди и отличия
- „Немска награда за книга“ (2006) (финалист)
- „Бременска литературна награда“ (2007) (поощрение)
- „Награда Хаймито фон
Додерер“ (2008) (поощрение)
- „Награда Аделберт фон Шамисо“ (2008)
- „Награда Алфред Дьоблин“ (2013)
- „Награда на Лайпцигския панаир на книгата“ (2014)
- „Литературна награда на Рейнгау“ (2016)
- „Награда Шубарт“ (2017)